# Tadeusz Czeszejko-Sochacki
Tadeusz Błażej Czeszejko-Sochacki (ur. 3 lutego 1895 w Dyneburgu, zm. wiosną 1940 w Charkowie) – kapitan piechoty Wojska Polskiego II Rzeczypospolitej, ofiara zbrodni katyńskiej.

## Życiorys
Urodził się 3 lutego 1895 w Dyneburgu jako syn Wacława (farmaceuty) i Walerii z Bogusławskich. Uczestnik wojen 1918–1921 (polsko-ukraińskiej i polsko-bolszewickiej) w szeregach 1 pułku piechoty Legionów i 202 Ochotniczego pułku piechoty (wchodzącego w skład Dywizji Ochotniczej). Ranny podczas prowadzonych walk . 
W lutym 1921 kpt. Czeszejko-Sochacki, służący w tym czasie już w 14 pułku piechoty, został skierowany wraz z 54 innymi oficerami (przeważnie w randze kapitana) do 3-miesięcznej Klasy Oficerskiej w Wielkopolskiej Szkole Podchorążych Piechoty w Bydgoszczy. Był to kurs przeszkolenia kapitanów, który rozpoczął się z dniem 10 lutego 1921. Dowództwo klasy objął major Stefan Kossecki, a jego współpracownikiem został major armii francuskiej Auffret. Kurs zakończył się egzaminem trwającym w okresie od 27 kwietnia do 1 maja 1921. Kapitan Tadeusz Czeszejko-Sochacki został absolwentem Klasy Oficerskiej (Kapitanów) Wielkopolskiej Szkoły Podchorążych Piechoty, kończąc ją z 6. lokatą. 
Na dzień 1 czerwca 1921 pełnił, nadal w randze kapitana, służbę w 14 pułku piechoty z Włocławka. W 1923 służył już w 76 pułku piechoty z Grodna, jako oficer rezerwowy zatrzymany w służbie czynnej. Zajmował wówczas 1123. lokatę na liście starszeństwa oficerów rezerwy piechoty, wśród kapitanów ze starszeństwem z dniem 1 czerwca 1919. Powrócił do służby w 14 pułku piechoty i już jako oficer włocławskiego pułku z dniem 1 lipca 1924 został przemianowany na oficera zawodowego w randze kapitana, ze starszeństwem z dniem 1 lipca 1919 i 25. lokatą wśród oficerów korpusu piechoty. 
W 1924 jako oficer 14 pułku piechoty zajmował 26. lokatę wśród kapitanów służby stałej piechoty ze starszeństwem z dnia 1 lipca 1919 i został wykazany jako dwukrotnie odznaczony Krzyżem Walecznych. We włocławskim pułku kpt. Czeszejko-Sochacki pełnił funkcję dowódcy kompanii .
11 kwietnia 1927 ogłoszono jego przeniesienie, w korpusie oficerów piechoty, z 14 pp do 2 batalionu strzelców na stanowisko p.o. kwatermistrza. W następnym roku nadal służył w 2 batalionie strzelców stacjonującym w Starogardzie Gdańskim i zajmował 33. lokatę wśród kapitanów piechoty w swoim starszeństwie (z dnia 1 lipca 1919). Zatwierdzony był już wówczas na stanowisku kwatermistrza tegoż batalionu. W sierpniu 1929 został zwolniony z zajmowanego stanowiska i oddany do dyspozycji dowódcy Okręgu Korpusu Nr VIII. Rozkazem Ministra Spraw Wojskowych z 23 listopada 1929 zostało zatwierdzone orzeczenie komisji wojskowo-lekarskiej Okręgu Korpusu Nr VII z 22 października t.r., stwierdzające zupełną i trwałą niezdolność kpt. Czeszejko-Sochackiego do służby wojskowej zawodowej (kategoria zdrowia „E”). 31 grudnia 1929 przeniesiono go w stan spoczynku. 
W 1934 jako kapitan stanu spoczynku zajmował 10. lokatę w swoim starszeństwie w korpusie oficerów piechoty (starszeństwo z dniem 1 lipca 1919). Znajdował się wówczas na ewidencji PKU Suwałki i przynależał do Oficerskiej Kadry Okręgowej Nr III (przewidziany był do użycia w czasie wojny). 
Przed agresją III Rzeszy na Polskę mieszkał w Grodnie i nadal przynależał ewidencyjnie do Komendy Rejonu Uzupełnień Suwałki. W czasie kampanii wrześniowej 1939 – po agresji ZSRR na Polskę – w bliżej nieznanych okolicznościach dostał się do niewoli sowieckiej. Przetrzymywany był w obozie w Starobielsku. Wiosną 1940 został zamordowany przez funkcjonariuszy NKWD w Charkowie i pogrzebany potajemnie w masowej mogile w Piatichatkach, gdzie od 17 czerwca 2000 mieści się oficjalnie Cmentarz Ofiar Totalitaryzmu w Charkowie. Figuruje na Liście Starobielskiej NKWD, pod poz. 3222.

## Rodzina
Żoną Tadeusza Czeszejko-Sochackiego była Jadwiga z domu Siwocho (ur. 17 czerwca 1894, zm. 12 listopada 1987 w Anglii), z którą mieli troje dzieci: Zofię, Leszka (ur. 14 marca 1921 w Toruniu, zm. 10 grudnia 2008 w Hornchurch) – żołnierza 2 Korpusu Polskiego oraz Czesława Tadeusza (ur. 11 sierpnia 1923 we Włocławku, zm. w 1996 w Nottingham) – żołnierza Polskich Sił Powietrznych w Wielkiej Brytanii. Starszym bratem Tadeusza był Jerzy – urodzony w 1892, polityk socjalistyczny i komunistyczny, publicysta, poseł na Sejm RP, aresztowany w sierpniu 1933 przez OGPU w ramach czystek stalinowskich, zmarły śmiercią samobójczą we wrześniu 1933 na Łubiance.

## Upamiętnienie
5 października 2007 minister obrony narodowej Aleksander Szczygło mianował go pośmiertnie na stopień majora. Awans został ogłoszony 9 listopada 2007 w Warszawie, w trakcie uroczystości „Katyń Pamiętamy – Uczcijmy Pamięć Bohaterów”.

## Ordery i odznaczenia
- Krzyż Walecznych (dwukrotnie)[10]
- Medal Niepodległości[19]
- Medal Pamiątkowy za Wojnę 1918–1921[19]
- Medal Dziesięciolecia Odzyskanej Niepodległości[1]
- Medal Międzysojuszniczy „Médaille Interalliée”[28][12]
- Odznaka za Rany i Kontuzje[29]